# 粉果越桔
粉果越桔（学名：Vaccinium papillatum）为杜鹃花科越桔属下的一个种。

## 扩展阅读
- 維基物種上的相關：粉果越桔